# Abebe Mekonnen
Abebe Mekonnen (16 oktober 1964) is een voormalige Ethiopische langeafstandsloper, die in de jaren tachtig en negentig van de 20e eeuw tot grote prestaties kwam op de marathon. Hij nam tweemaal deel aan de Olympische Spelen, maar slaagde er bij die gelegenheden niet in om in de voorste gelederen te finishen.

## Loopbaan
Mekonnen behaalde zijn belangrijkste overwinningen in 1986 bij de marathon van Rotterdam en in 1989 bij de Boston Marathon.
Hij vertegenwoordigde Ethiopië bij de Olympische Spelen van 1992, maar liep de olympische marathon niet uit. Op de Olympische Spelen van 1996 was hij er weer bij en finishte hij als 81ste met een tijd van 2:29.
Abebe Mekonnen liep zijn beste tijd op de marathon in 1988, toen hij bij de marathon van Peking een tijd realiseerde van 2:07.35, wat nog steeds een parcoursrecord is. Hij is de atleet die het meeste aantal marathons onder de 2:15 liep: hij deed dit in totaal 32 keer.

## Persoonlijk record
| Onderdeel | Prestatie | Datum           | Plaats |
| --------- | --------- | --------------- | ------ |
| marathon  | 2:07.35   | 16 oktober 1988 | Peking |

## Palmares

### 10.000 m
- 1987:  Afrikaanse Spelen - 28.58,70

### 10 km
- 1998:  Bolder Boulder - 29.30

### halve marathon
- 2005: DNS WK in Edmonton

### marathon
- 1984: 8e marathon van Wenen - 2:17.25
- 1984:  marathon van München - 2:15.40
- 1984:  Olympische Boycot Spelen in Moskou - 2:11.30
- 1985: 4e marathon van Tokio - 2:12.39
- 1985: 5e marathon van Hiroshima - 2:09.05
- 1985: 4e marathon van Montreal - 2:15.09
- 1985: 7e marathon van Fukuoka - 2:13.23
- 1986:  marathon van Tokio - 2:08.39
- 1986:  marathon van Rotterdam - 2:09.08
- 1986:  marathon van Montreal - 2:10.30,3
- 1987:  marathon van Parijs - 2:11.09
- 1987:  marathon van Tokio - 2:11.54
- 1988:  marathon van Tokio - 2:08.33
- 1988: 4e marathon van Rotterdam - 2:09.33
- 1988:  marathon van Peking - 2:07.35
- 1989:  Boston Marathon - 2:09.06
- 1989: 7e marathon van Fukuoka - 2:14.29
- 1990:  marathon van Rotterdam - 2:11.52
- 1991:  marathon van Tokio - 2:10.26
- 1991:  Boston Marathon - 2:11.22
- 1991: 4e marathon van Fukuoka - 2:11.39
- 1992: 8e Boston Marathon - 2:13.09
- 1992: DNF OS
- 1993:  marathon van Tokio - 2:12.00
- 1994:  Londen Marathon - 2:09.17
- 1994: 5e marathon van Tokio - 2:12.13
- 1994:  marathon van Peking - 2:11.33
- 1995: 28e marathon van Londen - 2:20.18
- 1995: 46e WK in Göteborg - 2:32.35
- 1995: 11e marathon van Chuncheon - 2:20.42
- 1996: 6e Boston Marathon - 2:10.21
- 1996:  marathon van Otsu - 2:11.55
- 1996: 81e OS - 2:29.45
- 1996: 7e marathon van Peking - 2:13.21
- 1997:  marathon van Kyong-Ju - 2:12.45
- 1997: 5e marathon van Rotterdam - 2:08.46
- 1997: 4e marathon van Chuncheon - 2:10.27
- 1997:  marathon van Kyong-Ju - 2:12.45
- 1998:  marathon van Tiberias - 2:14.09
- 1998: 5e marathon van Londen - 2:09.52
- 1998: 7e marathon van San Diego - 2:16.38
- 1998: 8e marathon van Berlijn - 2:12.13
- 1998: 36e marathon van Peking - 2:27.34
- 1999: 20e marathon van Tokio - 2:21.40
- 2000: 5e marathon van Galilee - 2:25.53
- 2000: 23e marathon van Seoel - 2:32.20
- 2000: 23e marathon van Hofu - 2:26.25
- 2001: 27e marathon van Seoel - 2:27.43
- 2002: 20e marathon van Wenen - 2:26.42
- 2003: 13e marathon van Dubai - 2:33.38
- 2003: 18e marathon van Seoel - 2:23.19
- 2003: 20e marathon van Nagano - 2:26.51
- 2003: 8e marathon van Ottawa - 2:27.15
- 2004: 17e marathon van Beiroet - 2:36.39
- 2007: 160e marathon van Boston - 2:44.12

### veldlopen
- 1982: 5e WK junioren in Rome - 22.56,2
- 1983: 6e WK junioren in Gateshead - onbekende tijd
- 1986:  WK (lange afstand) in Colombier - 35.34,8
- 1987: 4e WK veldlopen (lange afstand) in Warschau - 36.53
- 1988: 5e WK veldlopen (lange afstand) in Auckland - 35.25
- 1990: 8e WK veldlopen (lange afstand) in Aix-les-Bains - 34.49